# Doc Kane
Doc Kane é um engenheiro de som norte-americano. Como reconhecimento, foi nomeado ao Oscar 2008 na categoria de Melhor Mixagem de Som por Ratatouille.